# 745
Évszázadok: 7. század – 8. század – 9. század
Évtizedek: 690-es évek – 700-as évek – 710-es évek – 720-as évek – 730-as évek – 740-es évek – 750-es évek – 760-as évek – 770-es évek – 780-as évek – 790-es évek
Évek: 740 – 741 – 742 – 743 –  744 – 745 – 746 – 747 – 748 – 749 – 750

## Események

### Európa
- Karlmann és Kis Pippin frank majordomusok megtámadják Hunald aquitániai herceget, annak 742-es lázadásáért. Hunald meghódol, kifizeti az elmaradt adókat és túszokat ad a frankoknak. Nem sokkal ezt követően lemond a trónról fia, Waifar javára és kolostorba vonul.
- Bonifatius német érsek elmozdítja Gewiliobus mainzi püspököt, mert az személyesen állt vérbosszút apja gyilkosain.
- Zakariás pápa zsinatot tart Rómában, ahol korlátozzák az angyalok tiszteletét és Urielt nem ismerik el arkangyalként.

### Omajjád Kalifátus
- II. Marván Damaszkuszból az észak-mezopotámiai Harrán városába helyezi át a kalifátus fővárosát. Tovább gyűrűzik a kalifátus válságát mutató felkeléssorozat: Szíriában és Palesztinában lázadás tör ki ellene, így a kalifa kénytelen sorra ostromolni a lázadásban érintett városokat. Sereget küld az ellenfelei kezén lévő Irakba, de azt kénytelen visszahívni, amikor Észak-Szíriában az előző kalifa fia, Szulejmán is fellázad. Szulejmán vereséget szenved a kalifa erőitől és az iraki Kúfába menekül. Arábiában Tálib al-Hakk kalifává kiáltja ki magát.

## Születések
- Múszá ibn al-Kázim, síita imám
- Willehad, brémai püspök

## Fordítás
- Ez a szócikk részben vagy egészben  a(z)   745 című angol Wikipédia-szócikk ezen változatának fordításán alapul.  Az eredeti cikk szerkesztőit annak laptörténete sorolja fel. Ez a jelzés csupán a megfogalmazás eredetét és a szerzői jogokat jelzi, nem szolgál a cikkben szereplő információk forrásmegjelöléseként.